# Râul Durduc, Bahlui
Râul Durduc este un curs de apă, afluent al râului Săuzeni. 